# Trypherus simulator
Trypherus simulator (Brancucci, 1983) es una especie de coleóptero de la familia Cantharidae.

## Distribución geográfica
Habita en Taiwán.